# کامپوت
۱۰°۳۶′ شمالی ۱۰۴°۱۰′ شرقی / ۱۰٫۶۰۰°شمالی ۱۰۴٫۱۶۷°شرقی
کامپوت شهری در کشور کامبوج است که جزو تقسیمات اداری کامپوت محسوب می‌شود و جمعیت آن براساس سرشماری سال ۱۹۹۸ میلادی ۳۳٫۱۲۶ نفر بوده که در سال ۲۰۰۵ میلادی به ۳۷٫۷۷۹ نفر افزایش یافته‌است.